# International Lawn Tennis Challenge de 1935
O International Lawn Tennis Challenge de 1935 foi a 30ª edição do que atualmente é conhecida como Copa Davis. A Grã-Bretanha sagrou-se campeã.
Seis equipes jogaram as zonas americanas, enquanto onze a europeia (mais dezessete no qualificatório). A Estônia estreou. A final foi disputada na quadra central do All England Club, no distrito de Wimbledon, em Londres, na Inglaterra, entre 27 e 30 de julho.

## Zona americana

### América do Norte e Central
|  | Semi-finais 24-27 de maio | Semi-finais 24-27 de maio | Semi-finais 24-27 de maio |        |                | Final 30 de maio-1 de junho | Final 30 de maio-1 de junho | Final 30 de maio-1 de junho |  |
|  |                           |                           |                           |        |                |                             |                             |                             |  |
|  | Estados Unidos            | Estados Unidos            | 5                         |        |                |                             |                             |                             |  |
|  | Estados Unidos            | Estados Unidos            | 5                         |        |                |                             |                             |                             |  |
|  | China                     | China                     | 0                         |        |                |                             |                             |                             |  |
|  | China                     | China                     | 0                         |        | Estados Unidos | Estados Unidos              | 5                           |                             |  |
|  |                           |                           |                           |        | Estados Unidos | Estados Unidos              | 5                           |                             |  |
|  |                           |                           | México                    | México | 0              |                             |                             |                             |  |
|  | Cuba                      | Cuba                      | México                    | México | 0              | 0                           |                             |                             |  |
|  | Cuba                      | Cuba                      |                           |        |                |                             |                             |                             |  |
|  | México                    | México                    | 5                         |        |                |                             |                             |                             |  |

### América do Sul
| Final |         |   |
|       |         |   |
|       | Brasil  | 3 |
|       | Uruguai | 2 |

### Final da zona americana
Os Estados Unidos venceram o Brasil por w/o.

## Zona europeia
Polônia, Alemanha, Países Baixos e Iugoslávia entraram na chave como vencedoras do qualificatório em 1934, do grupo que perdeu cedo na chave principal daquele ano. A fase prévia deixou de acontecer nesta edição.

### Chave principal
|  |                                |                               |                               |                                      |   |                                           |                                           |                                           |  |  |                             |                             |                             |  |  |                        |                        |                        |
|  | Primeira fase 10 a 14 de maio  | Primeira fase 10 a 14 de maio | Primeira fase 10 a 14 de maio |                                      |   | Quartas de final 17 de maio a 10 de junho | Quartas de final 17 de maio a 10 de junho | Quartas de final 17 de maio a 10 de junho |  |  | Semifinais 14 a 17 de junho | Semifinais 14 a 17 de junho | Semifinais 14 a 17 de junho |  |  | Final 12 a 14 de julho | Final 12 a 14 de julho | Final 12 a 14 de julho |
|  | Primeira fase 10 a 14 de maio  | Primeira fase 10 a 14 de maio | Primeira fase 10 a 14 de maio |                                      |   | Quartas de final 17 de maio a 10 de junho | Quartas de final 17 de maio a 10 de junho | Quartas de final 17 de maio a 10 de junho |  |  | Semifinais 14 a 17 de junho | Semifinais 14 a 17 de junho | Semifinais 14 a 17 de junho |  |  | Final 12 a 14 de julho | Final 12 a 14 de julho | Final 12 a 14 de julho |
|  |                                |                               |                               |                                      |   |                                           |                                           |                                           |  |  |                             |                             |                             |  |  |                        |                        |                        |
|  |                                |                               |                               |                                      |   |                                           |                                           |                                           |  |  |                             |                             |                             |  |  |                        |                        |                        |
|  |                                |                               |                               |                                      |   |                                           |                                           |                                           |  |  |                             |                             |                             |  |  |                        |                        |                        |
|  | Varsóvia, Polônia              |                               |                               |                                      |   |                                           |                                           |                                           |  |  |                             |                             |                             |  |  |                        |                        |                        |
|  |                                |                               |                               |                                      |   |                                           |                                           |                                           |  |  |                             |                             |                             |  |  |                        |                        |                        |
|  | Polónia                        | Polónia                       | 2                             |                                      |   |                                           |                                           |                                           |  |  |                             |                             |                             |  |  |                        |                        |                        |
|  | Polónia                        | Polónia                       | 2                             |                                      |   |                                           |                                           |                                           |  |  |                             |                             |                             |  |  |                        |                        |                        |
|  | África do Sul                  | África do Sul                 | 3                             |                                      |   |                                           |                                           |                                           |  |  |                             |                             |                             |  |  |                        |                        |                        |
|  | África do Sul                  | África do Sul                 | 3                             |                                      |   |                                           |                                           |                                           |  |  |                             |                             |                             |  |  |                        |                        |                        |
|  |                                |                               |                               | Praga, Tchecoslováquia               |   |                                           |                                           |                                           |  |  |                             |                             |                             |  |  |                        |                        |                        |
|  |                                |                               |                               |                                      |   |                                           |                                           |                                           |  |  |                             |                             |                             |  |  |                        |                        |                        |
|  | África do Sul                  | África do Sul                 | 0                             |                                      |   |                                           |                                           |                                           |  |  |                             |                             |                             |  |  |                        |                        |                        |
|  | África do Sul                  | África do Sul                 | 0                             | Scheveningen, Países Baixos – saibro |   |                                           |                                           |                                           |  |  |                             |                             |                             |  |  |                        |                        |                        |
|  |                                |                               | Checoslováquia                | Checoslováquia                       | 5 |                                           |                                           |                                           |  |  |                             |                             |                             |  |  |                        |                        |                        |
|  | Países Baixos                  | Países Baixos                 | Checoslováquia                | Checoslováquia                       | 5 | 0                                         |                                           |                                           |  |  |                             |                             |                             |  |  |                        |                        |                        |
|  | Países Baixos                  | Países Baixos                 | Praga, Tchecoslováquia        |                                      |   | 0                                         |                                           |                                           |  |  |                             |                             |                             |  |  |                        |                        |                        |
|  | Japão                          | Japão                         | 5                             |                                      |   |                                           |                                           |                                           |  |  |                             |                             |                             |  |  |                        |                        |                        |
|  | Japão                          | Japão                         | 5                             |                                      |   | Japão                                     | Japão                                     | 1                                         |  |  |                             |                             |                             |  |  |                        |                        |                        |
|  | Praga, Tchecoslováquia         |                               |                               |                                      |   | Japão                                     | Japão                                     | 1                                         |  |  |                             |                             |                             |  |  |                        |                        |                        |
|  |                                |                               | Checoslováquia                | Checoslováquia                       | 4 |                                           |                                           |                                           |  |  |                             |                             |                             |  |  |                        |                        |                        |
|  | Checoslováquia                 | Checoslováquia                | Checoslováquia                | Checoslováquia                       | 4 | 4                                         |                                           |                                           |  |  |                             |                             |                             |  |  |                        |                        |                        |
|  | Checoslováquia                 | Checoslováquia                |                               |                                      |   | 4                                         | Praga, Tchecoslováquia                    |                                           |  |  |                             |                             |                             |  |  |                        |                        |                        |
|  | Iugoslávia                     | Iugoslávia                    | 1                             |                                      |   |                                           |                                           |                                           |  |  |                             |                             |                             |  |  |                        |                        |                        |
|  | Iugoslávia                     | Iugoslávia                    | 1                             |                                      |   | Checoslováquia                            | Checoslováquia                            | 1                                         |  |  |                             |                             |                             |  |  |                        |                        |                        |
|  | Eastbourne, Inglaterra – grama |                               |                               |                                      |   | Checoslováquia                            | Checoslováquia                            | 1                                         |  |  |                             |                             |                             |  |  |                        |                        |                        |
|  |                                |                               | Alemanha                      | Alemanha                             | 4 |                                           |                                           |                                           |  |  |                             |                             |                             |  |  |                        |                        |                        |
|  | Austrália                      | Austrália                     | Alemanha                      | Alemanha                             | 4 | 3                                         |                                           |                                           |  |  |                             |                             |                             |  |  |                        |                        |                        |
|  | Austrália                      | Austrália                     | Paris, França - saibro        |                                      |   | 3                                         |                                           |                                           |  |  |                             |                             |                             |  |  |                        |                        |                        |
|  | Nova Zelândia                  | Nova Zelândia                 | 0                             |                                      |   |                                           |                                           |                                           |  |  |                             |                             |                             |  |  |                        |                        |                        |
|  | Nova Zelândia                  | Nova Zelândia                 | 0                             |                                      |   | Austrália                                 | Austrália                                 | 3                                         |  |  |                             |                             |                             |  |  |                        |                        |                        |
|  |                                |                               |                               |                                      |   | Austrália                                 | Austrália                                 | 3                                         |  |  |                             |                             |                             |  |  |                        |                        |                        |
|  |                                |                               | França                        | França                               | 2 |                                           |                                           |                                           |  |  |                             |                             |                             |  |  |                        |                        |                        |
|  |                                |                               |                               | França                               | 2 |                                           |                                           |                                           |  |  |                             |                             |                             |  |  |                        |                        |                        |
|  |                                |                               |                               | Berlim, Alemanha – saibro            |   |                                           |                                           |                                           |  |  |                             |                             |                             |  |  |                        |                        |                        |
|  |                                |                               |                               |                                      |   |                                           |                                           |                                           |  |  |                             |                             |                             |  |  |                        |                        |                        |
|  | Austrália                      | Austrália                     | 1                             |                                      |   |                                           |                                           |                                           |  |  |                             |                             |                             |  |  |                        |                        |                        |
|  | Austrália                      | Austrália                     | 1                             |                                      |   |                                           |                                           |                                           |  |  |                             |                             |                             |  |  |                        |                        |                        |
|  |                                |                               | Alemanha                      | Alemanha                             | 4 |                                           |                                           |                                           |  |  |                             |                             |                             |  |  |                        |                        |                        |
|  |                                |                               |                               | Alemanha                             | 4 |                                           |                                           |                                           |  |  |                             |                             |                             |  |  |                        |                        |                        |
|  | Berlim, Alemanha               |                               |                               |                                      |   |                                           |                                           |                                           |  |  |                             |                             |                             |  |  |                        |                        |                        |
|  |                                |                               |                               |                                      |   |                                           |                                           |                                           |  |  |                             |                             |                             |  |  |                        |                        |                        |
|  | Alemanha                       | Alemanha                      | 4                             |                                      |   |                                           |                                           |                                           |  |  |                             |                             |                             |  |  |                        |                        |                        |
|  | Alemanha                       | Alemanha                      | 4                             |                                      |   |                                           |                                           |                                           |  |  |                             |                             |                             |  |  |                        |                        |                        |
|  | Itália                         | Itália                        | 1                             |                                      |   |                                           |                                           |                                           |  |  |                             |                             |                             |  |  |                        |                        |                        |
|  | Itália                         | Itália                        | 1                             |                                      |   |                                           |                                           |                                           |  |  |                             |                             |                             |  |  |                        |                        |                        |

## Interzona
| Alemanha 2 | Centre Court, Wimbledon, Londres, Inglaterra 21 de julho - 25 de julho grama | Centre Court, Wimbledon, Londres, Inglaterra 21 de julho - 25 de julho grama | Estados Unidos 3 |      |      |     |     |  |
| \| \| \| \| 1 \| 2 \| 3 \| 4 \| 5 \| \| \| - \| \| ------------------------------------------------------------ \| --- \| ---- \| ---- \| --- \| --- \| \| \| 1 \| \| Henner Henkel Don Budge \| 5 7 \| 9 11 \| 8 6 \| 1 6 \| \| \| \| 2 \| \| Gottfried von Cramm Wilmer Allison \| 8 6 \| 6 3 \| 6 4 \| \| \| \| \| 3 \| \| Kai Lund / Gottfried von Cramm Wilmer Allison / John Van Ryn \| 6 3 \| 3 6 \| 7 5 \| 7 9 \| 6 8 \| \| \| 4 \| \| Henner Henkel Wilmer Allison \| 1 6 \| 5 7 \| 9 11 \| \| \| \| \| 5 \| \| Gottfried von Cramm Don Budge \| 6 0 \| 7 9 \| 6 8 \| 3 6 \| \| \| |                                                                              |                                                                              |                  |      |      |     |     |  |
| |                                                                              |                                                                              | 1                | 2    | 3    | 4   | 5   |  |
| 1 | Alemanha · Estados Unidos                                                    | Henner Henkel Don Budge                                                      | 5 7              | 9 11 | 8 6  | 1 6 |     |  |
| 2 | Alemanha · Estados Unidos                                                    | Gottfried von Cramm Wilmer Allison                                           | 8 6              | 6 3  | 6 4  |     |     |  |
| 3 | Alemanha · Estados Unidos                                                    | Kai Lund / Gottfried von Cramm Wilmer Allison / John Van Ryn                 | 6 3              | 3 6  | 7 5  | 7 9 | 6 8 |  |
| 4 | Alemanha · Estados Unidos                                                    | Henner Henkel Wilmer Allison                                                 | 1 6              | 5 7  | 9 11 |     |     |  |
| 5 | Alemanha · Estados Unidos                                                    | Gottfried von Cramm Don Budge                                                | 6 0              | 7 9  | 6 8  | 3 6 |     |  |

## Final
Chamada de Challenge Round no original, define a equipe campeã. Duelo entre a campeã da edição anterior e a vencedora da Interzona.
| Grã-Bretanha 5 | Centre Court, Wimbledon, Londres, Inglaterra 27 de julho - 30 de julho grama | Centre Court, Wimbledon, Londres, Inglaterra 27 de julho - 30 de julho grama | Estados Unidos 0 |     |     |     |     |  |
| \| \| \| \| 1 \| 2 \| 3 \| 4 \| 5 \| \| \| - \| \| ------------------------------------------------------------- \| --- \| --- \| --- \| --- \| --- \| \| \| 1 \| \| Bunny Austin Wilmer Allison \| 6 2 \| 2 6 \| 4 6 \| 6 3 \| 7 5 \| \| \| 2 \| \| Fred Perry Don Budge \| 6 0 \| 6 8 \| 6 3 \| 6 4 \| \| \| \| 3 \| \| Patrick Hughes / Raymond Tuckey Wilmer Allison / John Van Ryn \| 6 2 \| 1 6 \| 6 8 \| 6 3 \| 6 3 \| \| \| 4 \| \| Bunny Austin Don Budge \| 6 2 \| 6 4 \| 6 8 \| 7 5 \| \| \| \| 5 \| \| Fred Perry Wilmer Allison \| 4 6 \| 6 4 \| 7 5 \| 6 3 \| \| \| |                                                                              |                                                                              |                  |     |     |     |     |  |
| |                                                                              |                                                                              | 1                | 2   | 3   | 4   | 5   |  |
| 1 | Reino Unido · Estados Unidos                                                 | Bunny Austin Wilmer Allison                                                  | 6 2              | 2 6 | 4 6 | 6 3 | 7 5 |  |
| 2 | Reino Unido · Estados Unidos                                                 | Fred Perry Don Budge                                                         | 6 0              | 6 8 | 6 3 | 6 4 |     |  |
| 3 | Reino Unido · Estados Unidos                                                 | Patrick Hughes / Raymond Tuckey Wilmer Allison / John Van Ryn                | 6 2              | 1 6 | 6 8 | 6 3 | 6 3 |  |
| 4 | Reino Unido · Estados Unidos                                                 | Bunny Austin Don Budge                                                       | 6 2              | 6 4 | 6 8 | 7 5 |     |  |
| 5 | Reino Unido · Estados Unidos                                                 | Fred Perry Wilmer Allison                                                    | 4 6              | 6 4 | 7 5 | 6 3 |     |  |